# بوبماترس
بوبماترس (بالإنجليزية: PopMatters)‏؛ هي مجلة إلكترونية أمريكية، أسستها «سارا زوبكو» (بالإنجليزية: Sarah Zupko)‏؛ وبدأت في النشر في العام 1999. تهتم بمراجعة الكتب والإصدارات ولقاء الكُتّاب واستعراض الأفلام.

## روابط خارجية
- بوبماترس على موقع روتن توميتوز (الإنجليزية)